# مراقب
مراقب (به انگلیسی: The Carer) یک فیلم سینمایی درام کمدی، بریتانیایی-مجارستانی به نویسندگی و کارگردانی یانوس ادلنی محصول سال ۲۰۱۶ است.

## داستان
سر مایکل گیفورد که از بیماری علاج ناپذیری رنج می‌برد، همه را از خودش دور کرده‌است. اما زمانی که دخترش تصمیم می‌گیرد همدمی برایش فراهم کند، تغییرات شگفت‌آوری در زندگی او صورت می‌گیرد …

## بازیگران
- کوکو کونیگ - دوروتیا
- برایان کاکس - سر مایکل گیفورد
- میتلند چندلر - فردی
- روت پوزنر - دالی
- سلینا کادل - خانم ترودو
- آندور لوکاتس - عمو فرنزی
- راجر مور - خودش